# جينجر هوبر
جينجر هوبر (بالإنجليزية: Ginger Huber)‏ هي غطاسة أمريكية، ولدت في 6 ديسمبر 1974.